# دیگو کاگنا
دیگو کاگنا (انگلیسی: Diego Cagna؛ زادهٔ ۱۹ آوریل ۱۹۷۰) بازیکن سابق فوتبال اهل آرژانتین است که در پست هافبک در زمین بازی می‌کرد.
وی همچنین در تیم ملی فوتبال آرژانتین بازی کرده‌است.
وی در مسابقات کشوری و بین‌المللی در مجموع برندهٔ ۱ مدال طلا شده‌است.